# 리빙앤라이프스타일

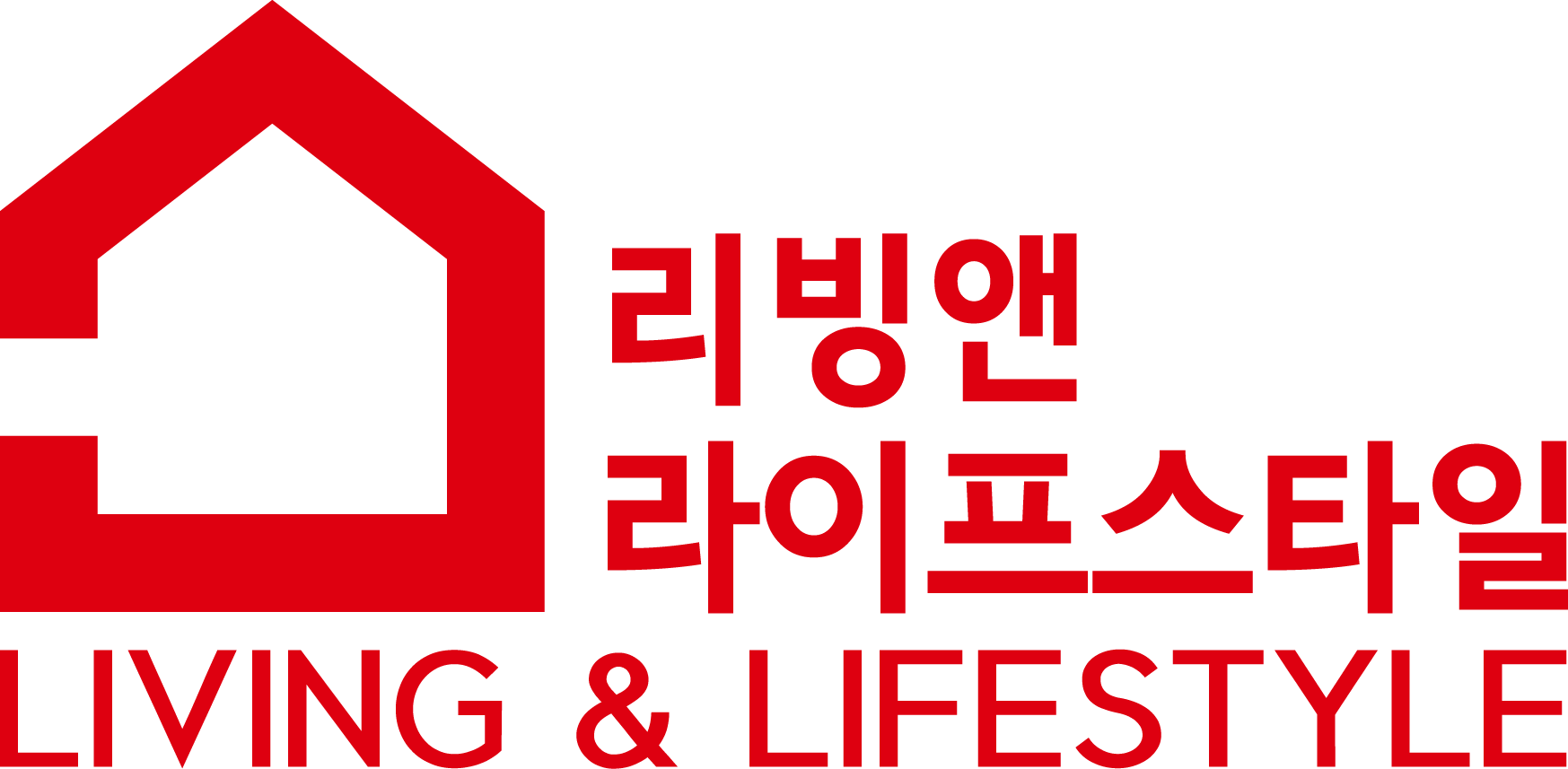
2018경향하우징페어 로고

리빙앤라이프스타일은 리빙, 인테리어, 라이프스타일 분야의 트렌드를 제시하는 전시회이다. 경향하우징페어와 동시에 개최되며, 국내외 감각적인 인테리어와 라이프스타일 브랜드 제품을 선보이는 전문 전시회다. 이상네트웍스가 주최하고 서울문화사 리빙센스가 공식 미디어이다. 일반 전시와 동시에 리빙, 인테리어, 라이프스타일 등의 전문가들이 기획한 주제별 특별관 행사를 진행한다. 또한, 업계별 세미나를 통해 참가자들에게 분야와 관련한 트렌드를 제시한다. 2018년 기준으로 일산, 서울, 광주, 대구, 부산, 제주 6개의 도시에서 개최된다.

## 전시품목
리빙앤라이프스타일 전시회는 인테리어 스타일, 키친&다이닝 스타일, 컬처&라이프 스타일과 관련된 아래의 세부적인 품목들을 취급한다.

### 인테리어 스타일
- 인테리어 전문 컨설팅 : 인테리어 설계 및 시공 상담, 홈스타일링 전문 컨설팅
- 가구 : 모던, 앤틱, 빈티지, 원목, 시스템 가구, 사무용 가구, 스마트 가구, 유·아동 가구
- 리빙오브제 & 인테리어 소품 : 거울, 시계, 액자, 욕실 소품, 아이디어 소품, 오브제, 갤러리
- 인테리어 텍스타일 : 침구, 커튼, 블라인드, 카펫, 쿠션, 타월
- 조명 : 실내조명, 샹들리에, 펜던트, 스탠드, 램프
- 플라워·가드닝 : 생화, 조화, 정원용품, 실내정원
- 셀프 인테리어 : DIY가구 및 용품, 페인트, 미싱, 벽지, 시트지

### 키친&다이닝 스타일
- 주방가구 : 키친 시스템, 조리기기, 조리도구
- 테이블 웨어 : 그릇, 컵, 도자기, 식기, 글라스, 크리스털
- 테이블 데코 : 디너세트, 테이블 러너, 테이블 매트, 냅킨, 커틀러리, 센터피스
- 커피·와인·티 : 커피 · 커피용품, 와인 · 와인용품, 티 · 티 세트, 디저트류
- 가전 : 주방가전, 생활가전, 미니가전

### 컬처&라이프 스타일
- 공예·힐링 : 펠트공예, 유리공예, 목공예, 자수, 캔들, 디퓨저, 아로마
- 파티 : 파티용품, 파티플래닝, 시즌 데코장식
- 패션·뷰티 : 의류, 패션소품, 액세서리, 화장품, 피부 · 바디케어제품
- 스마트 라이프스타일 : IoT 스마트홈 가전, 멀티미디어 장비, 홈 어플라이언스
- 여행 : 트래블 키트, 캐리어 소품, 여행상품 · 용품, 캠핑 · 트래킹

## 2018년 리빙앤라이프스타일 일정 및 장소[3]

### 수도권 행사
| 행사명                                  | 행사 일정                                   | 행사 장소   |
| --------------------------------------- | ------------------------------------------- | ----------- |
| 2018 리빙앤라이프스타일                 | 2018년 2월 22일 (목) ~ 2018년 2월 25일 (일) | 일산 킨텍스 |
| 2018 서울 홈&라이프스타일 트렌드 특별전 | 2018년 7월 5일 (목) ~ 2018년 7월 8일 (일)   | 서울 코엑스 |

### 지방권 행사
| 행사명                       | 행사 일정                                   | 행사 장소          |
| ---------------------------- | ------------------------------------------- | ------------------ |
| 2018 광주 리빙앤라이프스타일 | 2018년 3월 29일 (목) ~ 2018년 4월 1일 (일)  | 김대중컨벤션센터   |
| 2018 제주 리빙앤라이프스타일 | 2018년 4월 5일 (목) ~ 2018년 4월 8일 (일)   | 제주국제컨벤션센터 |
| 2018 대구 리빙앤라이프스타일 | 2018년 9월 6일 (목) ~ 2018년 9월 9일 (일)   | 대구 엑스코        |
| 2018 부산 리빙앤라이프스타일 | 2018년 9월 13일 (목) ~ 2018년 9월 16일 (일) | 부산 벡스코        |